# Giovanni Cuniolo
Giovanni Cuniolo, né le 3 janvier 1884 à Tortone (Italie) et mort dans la même ville le 25 décembre 1955, est un coureur cycliste italien du début du XXe siècle.

## Palmarès
- 1905
  - Championnat du Piémont
  - Tortona-Serravalle-Novi- Tortona
  - 2e de Legnano- Gravellona-Legnano
  - 2e de Milan-Turin
- 1906
  -  Champion d'Italie sur route
  - Milan-Erba-Lecco-Milan
  - Novi-Milan-Novi
  - 2e du Milan-Pontedecimo
  - 2e de Milan-Mantoue
  - 3e de Milan-Modène
  - 3e de Milan-Domodossola-Milan
- 1907
  -  Champion d'Italie sur route
  - Milan-Mantoue
  - 7e de Milan-San Remo
- 1908
  -  Champion d'Italie sur route
  - Milan-Modène
  - 2e de la course Victor-Emmanuel III
  - 3e de Milan-Mantoue
- 1909
  - 2e étape du Tour d'Italie
  - Tour de Lombardie
  - Coppa Bastoggi
  - 3e du Milan-San Remo
  - 3e du championnat d'Italie sur route
- 1910
  - Giro delle Alpi Orobiche
  - Coppa Bastoggi
- 1911
  - 2e de la Coppa Bastoggi

## Résultats sur les grands tours

### Tour d'Italie
2 participations
- 1909 : abandon (3e étape), vainqueur de la 2e étape
- 1910 : abandon (3e étape)

### Tour de France
1 participation
- 1908 : abandon (3e étape)